# Васильев, Вадим Викторович (футболист)
Вади́м Ви́кторович Васи́льев (азерб. Vadim Vasilyev; 17 мая 1972, Азербайджанская ССР, СССР) — азербайджанский футболист, нападающий. Выступал за сборную Азербайджана.

## Биография
Начинал профессиональные выступления в клубе «Хазри-Эльтадж» в сезоне 1993/94. В 1994 перешёл в клуб «Бакы Фехлеси». Проведя в команде полгода, уехал на Украину, где стал выступать за клуб «Медита» (Шахтерск). Сначала играл неуверенно — в сезоне 1994/95 только 1 гол в 18 матчах, но уже в следующем сезоне стал лучшим бомбардиром клуба — 13 голов в 18 матчах. При этом Васильев сезон в «Металлурге» (команда переехала из Шахтерска в Донецк и сменила наименование) не доиграл и в зимнее межсезонье 1995/96 вернулся в Азербайджан.
С 1996 по 1999 продолжил играть за «Бакы Фехлеси», дважды становился лучшим бомбардиром команды — в сезонах 1997/98 (14 голов) и 1998/99 (19 голов).
В 1999 году получил приглашение в «Нефтчи». С новым клубом трижды поднимался на призовые ступени — 2 раза завоевывал «серебро» и 1 раз «бронзу» чемпионата Азербайджана.
В 2003 году снова уехал на Украину, где играл за команду «Таврия». Дебютировал в новом клубе в гостевой игре против «Кривбасса», выйдя в основном составе. Помочь новому клубу не смог и игра завершилась поражением «Таврии» 0:1. В чемпионате Украины провел ещё 2 игры, после чего покинул «Таврию» и продолжил свои выступления в Азербайджане.
В сезоне 2003/2004 играл за «Нефтчи». Стал лучшим бомбардиром команды (17 голов) и завоевал звание чемпиона Азербайджана.
Перед началом сезона 2004/05 перешёл в «Карабах». По итогам сезонам также стал лучшим бомбардиром команды с 12 мячами.
В 2005 перешёл в ФК «Баку» и помог клубу стать чемпионом Азербайджана. В 2006 перешёл в клуб «Олимпик» (Баку), где провел только 9 игр в чемпионате.
В начале сезона 2007/08 подписал годичный контракт с клубом «Стандард», но из-за разногласий с руководством команды играть не мог. Большую часть сезона тренировался самостоятельно.
В 2008 году был на просмотре в клубе «Мугань», который в том году стал дебютантом азербайджанской премьер-лиги, но клубу так и не подошёл.
Чуть позже работал помощником Игоря Пономарева в Хазар-Ленкорань.
Выступал за ветеранскую команду «Нефтчи». С 2011 работает в АФФА тренером по младшим возрастным группам.В феврале 2024 года перенёс инсульт,в данный момент проходит реабилитацию.

### Выступления за сборную
Несколько лет выступал за сборную Азербайджана. Был участником отборочных матчей к чемпионату мира-2002.

## Достижения
- Чемпион Азербайджана: 2003/04 (в составе «Нефтчи»), 2005/06 (в составе ФК «Бакы»)
- Серебряный призёр чемпионата Азербайджана: 2000/01, 2001/02 (в составе «Нефтчи»)
- Бронзовый призёр чемпионата Азербайджана: 1999/2000 (в составе «Нефтчи»)

## Семья
Родной брат Роман — футбольный судья, работает на матчах Азербайджанской премьер-лиги.